# Kuilsé
Kuilsé, in precedenza regione del Centro-Nord (Centre-Nord, in francese) è una delle 17 regioni del Burkina Faso. Il suo capoluogo è Kaya.

## Suddivisione amministrative
La regione è suddivisa in tre province:
- Bam
- Namentenga
- Sanmatenga